# Lithobius reiseri
Lithobius reiseri är en mångfotingart som beskrevs av Karl Wilhelm Verhoeff 1900. Lithobius reiseri ingår i släktet Lithobius och familjen stenkrypare.
Artens utbredningsområde är:
- Grekland.
- Spanien.
- Bosnien.

Inga underarter finns listade i Catalogue of Life.